# Спалня
Спалнята е стая в къща или апартамент, предназначена за спане и отдих. Повечето жилища имат поне две спални, едната за родителите и другата за децата. Ако децата са от различен пол, всяко от тях има отделна стая. Спалнята е обзаведена с поне едно легло (наречено още креват или футон, като последният е разпространен преди всичко в Япония), едно или две нощни шкафчета, гардероб и тоалетна масичка (тоалетка). Други предмети или мебели, които може да се намерят в спалното помещение са нощни лампи, телевизор, телефон, будилник, огледало в цял ръст и компютър. Днес в по-богатите страни, където имат по няколко спални, спалнята може да бъде свързана с баня. Това се случва след средата и края на 20 век. В по-големите спални помещения може да се постави и диван.
Спалнята е най-неприкосновената част на къщата, която осигурява уединение, интимност, спокойствие и тишина на даден индивид или двойка.
Предпочитаната подова настилка е мокетът, защото осигурява тишина, комфорт, уют, топлина и мекота, като по него може да се ходи безшумно с боси крака дори през зимата. Възможно е обаче да се постави и паркет с голям мек персийски килим отгоре. Възможни са и други настилки, в зависимост от модата и финансовите възможности – като например керамични плочки, а понякога дори цимент.
В България в миналото основните предмети в спалните са били дървено легло, стол, закачалка, малка маса с леген и кана за миене на лицето, печка, икона и кръст с кандило на стената. Върху леглото се поставят чисти бели чаршафи, след това се постила с одеяло или друга завивка, най-често разноцветни родопски одеяла и възглавници. Не е рядкост да се слагат и черги върху леглото. На стената се слагат картини или снимки. В българските възрожденски къщи не са рядкост и таваните с дърворезба.